# حسين آباد ولي محمد (مقاطعة فهرج)
حسين‌آباد ولي محمد (بالفارسية: حسین‌آباد ولی محمد) هي قرية تقع في ناحية نغين كوير في إيران. يقدر عدد سكانها بـ 18 نسمة .